# Ланглуа, Франсуа
Франсуа Ланглуа, или Л’Англуа, прозванный Шартр (фр. François Langlois, ou L’Anglois, surnommé de Chartres, 12 мая 1589, Шартр — 14 января 1647, Париж) — французский типограф, издатель, гравёр, торговец книгами, гравюрами, произведениями живописи. Считается первым крупным издателем эпохи французского Ренессанса, внёсшим значительный вклад в просвещение и распространение французской культуры в сопредельные страны.
Известно, что Ланглуа неоднократно посещал Италию: в 1613 и 1614 годах Рим, в 1621 году — Геную, Флоренцию и Рим. Во время этих поездок он познакомился с живописцами Антонисом Ван Дейком и Клодом Виньоном, которые оба написали его портреты. Он также познакомился с гравёрами Стефано делла Белла и Франсуа Коллиньоном, издателем которых стал впоследствии. Вероятно, примерно в это же время он получил прозвание «Шартр» (Ciartres, по-итальянски). В 1624—1625 годах Ланглуа был связан с формированием собраний скульптуры, живописи и графики для выдающегося коллекционера Томаса Говарда, 14-го графа Арундела (Thomas Howard, 14th Earl of Arundel), и английского короля Карла I.

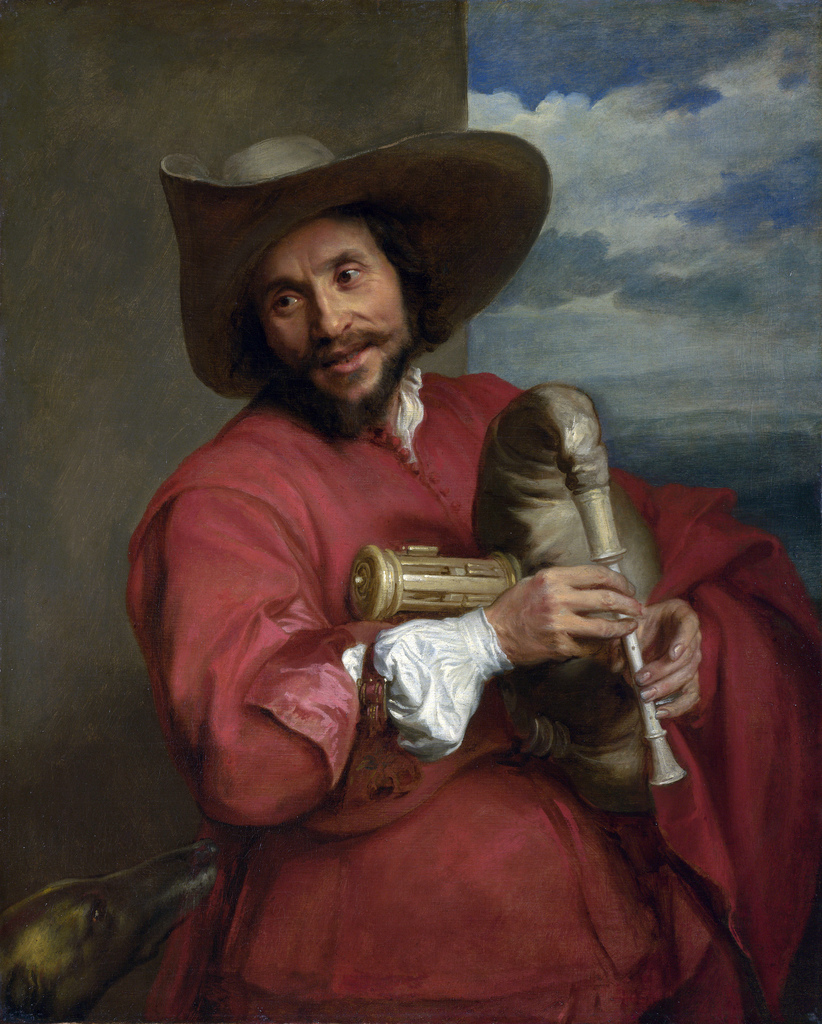
А. Ван Дейк. Портрет Ф. Ланглуа. 1630-е гг. Лондон, Национальная галерея

Франсуа Ланглуа также известен своей «Книгой цветов» (Livre de Fleurs, 1620) — энциклопедией растений, садовых цветов, птиц и насекомых. Он сам разработал титульный лист, иллюстрации награвировали Леонар Готье, Клод Савари, Бартелеми Готье и сам Ланглуа.
В 1629 году он работал с Матьё Фредо (Matthieu Fredeau), художником из Антверпена, над созданием алтаря Розария доминиканской церкви в Экс-ан-Прованс. Примерно в это же время он начал свою карьеру издателя, выпуская иллюстрированные книги в сотрудничестве с Мельхиором Тавернье и став 26 октября 1634 года мастером гильдии книготорговцев. Незадолго до женитьбы на Мадлен де Колльмон в 1637 году Ланглуа основал собственное издательство под знаком «Геракловы Столбы» (Colonnes d’Hercule) на улице Сен-Жак в Париже.
В 1645 году Ланглуа опубликовал «Трактат о хронометрии» (Traitté d’horlogiographie) Пьера де Сен-Мари Мадлена (Pierre de Sainte-Marie Magdeleine): трактат «о методах определения времени как днем, так и ночью, времени приливов, о том как вырезать геометрически правильные формы из камня или дерева, и все аспекты измерения и проекции».
Сын Франсуа Ланглуа, Николя Ланглуа (1640—1703), опубликовал второе издание книги в 1657 году в Париже.

## Избранные публикации Франсуа Ланглуа
- Livre des fleurs (1620)

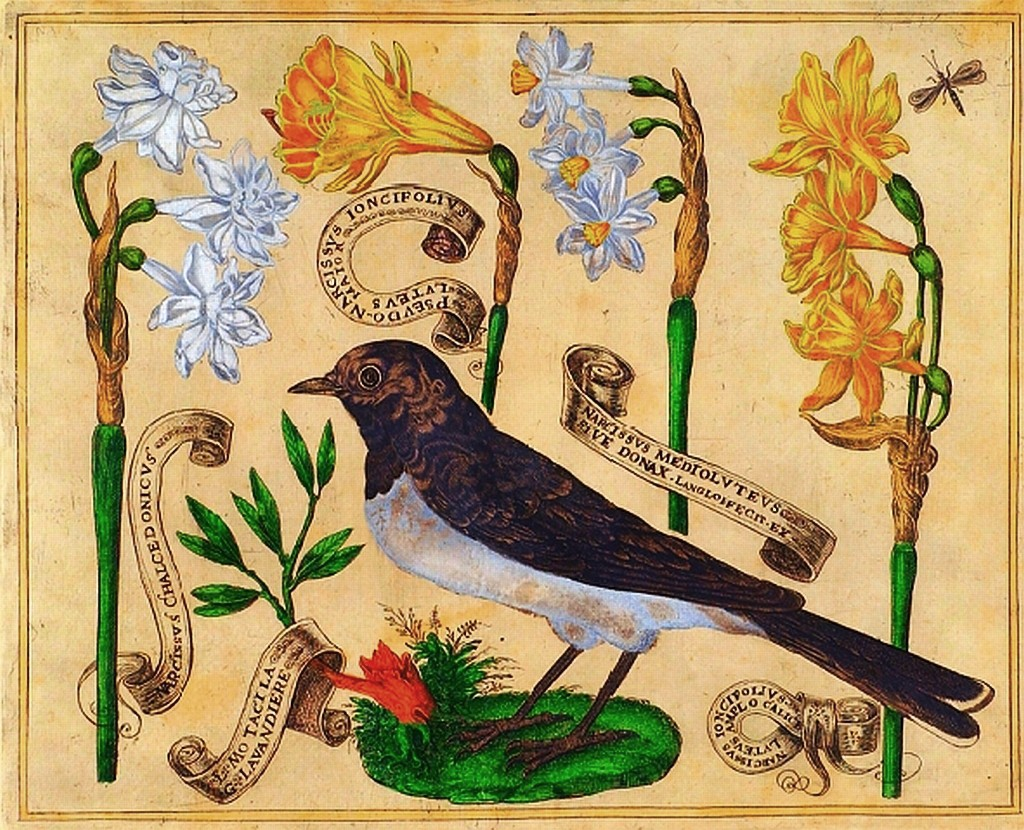
Иллюстрация из «Книги цветов». 1620

- R. P. Ioannis Francisci Niceronis Parisini, ex Ord. Minim. Thaumaturgus opticus, seu Admiranda Optices, per radium directum: Catoptrices, per reflexum e politis corporibus, planis, cylindricis, conicis, polyedris, polygonis & aliis: Dioptrices, per refractum in diaphanis. … Opus curiosum & utile Pictoribus, Architectis, Statuariis, Sculptoribus, Caelatoribus, & quibuscumque aliis, quorum opera in delineandi studio posita est. Pars prima De iis quae spectant ad visionem directam. Ad emin[entissi]mum cardinalem Mazarinum by Jean François Nicéron (1646) in Latin and held by 5 libraries worldwide

- Le Livre Original de la Portraiture pour la Jeunesse tiré de F. Bologne et autres bons peintres. L. Ferdinand fecit

- La perspective speculative, et pratique. Ou sont demonstrez les fondemens de cet art, & de tout ce qui en a esté enseigné jusqu'à present. Ensemble la maniere universelle de la pratiquer, non seulement sans plan geometral, & sans tiers poinct, dedans ni dehors le champ du tableau. Mais encores par le moyen de la ligne, communément appellée horizontale. De l’invention du feu sieur Aleaume, ingenieur du roy. Mise au jour par Estienne Migon, professeur és mathematiques by Jacques Aleaume

- Maniere de bien bastir pour toutes sortes de personnes par Pierre Le Muet Architecte ordinaire du roy et conducteur des desseins des fortifications de la province de Picardie. Reveue, augmentée et enrichie en cette seconde édition de plusieurs figures & de beaux bastimens & edifices, de l’invention & conduitte dudit sieur Le Muet, & autres by Pierre Le Muet[11]